# Sídliště Orlická kotlina
Sídliště Orlická kotlina je název urbanistického celku v Hradci Králové umístěného na severovýchod od centra města mezi ulicemi Okružní, Pospíšilova, Víta Nejedlého a Kubištovými sady (v době vzniku Švermovými sady).
Sídliště bylo vyprojektováno a vybudováno v letech 1950–1958 podle projektu architektů Václava Rohlíčka a Jana Zídky, přičemž vedoucím projektantem byl Václav Rohlíček. Jedná se o menší sídliště, které zahrnuje 420 bytů a dále mateřskou školu a jesle, které byly zpočátku zamýšlené jako základní a mateřská škola. Sídliště se čtyřpatrovými domy vyniká značným množstvím zeleně. Na konci 70. let byl tento urbanistický celek mírně znehodnocen výstavbou nadjezdu a sjezdu nad Pospíšilovou třídou a nad Bidlovým parkem.
Zázemí obytných staveb včetně sklepních kójí bylo umístěno do přízemí, nikoliv suterénu. Vzhledem k poloze u řeky Orlice byl také jako protipovodňové opatření vybudován val (násypová hráz).
Do sídliště spadají tyto ulice: Švendova, Bidlova, Ladova, Skupova, Jarošova, Nálepkova, Uzavřená, Víta Nejedlého, Okružní.
Sídliště je součástí ochranného pásma městské památkové rezervace v Hradci Králové.

## Kontext vzniku
Ve 40. letech 20. století byly do Hradce Králové začleněny okolní obce a město překročilo hranici 50 tisíc obyvatel. Došlo k rychlému rozvoji industrializace, čemuž ale neodpovídala výstavba bytů. Do roku 1954 probíhala výstavba bytů v Hradci Králové velmi pomalu a jejich množství bylo nedostatečné. V 50. letech 20. století však přece jen došlo ke změně a rozsáhlejší výstavbě dle koncepcí urbanistického plánování místního Stavoprojektu. Největším projektem té doby byla výstavba sídliště Orlická kotlina. Součástí Rohlíčkova projektu byly kromě vlastních obytných budov také stavby občanské vybavenosti, zejména školských zařízení. Jejich podobu navrhl v roce 1955 Jan Zídka, tehdy elév Stavoprojektu, který pracoval s abstraktně dekorativistickými prvky, např. se sgrafitovými poli nad vstupem. Mateřská škola je z architektonického hlediska cenným a nejvýraznějším příkladem socialistického realismu, který se však jinak ve městě neujal a dále nerozvíjel (spíše drobné ukázky, např. římsy). Přitom právě v téže době vznikala celá velká zástavba v duchu socialistického realismu v Havířově, Ostrově či ostravské Porubě. V Hradci Králové bylo pojetí staveb střízlivější, jednodušší, s menším množstvím dekorativních prvků. Socialistický realismus lze vnímat spíše v koncepci bloků s prvky uzavřenosti a ohraničenosti, když bylo navazováno na dřívější vnitroblokový systém.

## Školní budovy
Školní budovy projektoval Jan Zídka, které byly jeho prvním úkolem v místním Stavoprojektu. Budova jeslí je volně stojící stavbou s valbovou střechou. Stavební povolení bylo vydáno dne 18. 5. 1956, kolaudace byla provedena po necelých dvou a půl letech dne 25. 10. 1958. Velmi podobná budova vznikla i na Praze 11. Budova mateřské školy se zachovala více v původním stavu včetně zdobené fasády s geometrickou výzdobou. Zajímavostí jsou sgrafita s motivem hrajících si dětí nad vchodem do budovy.

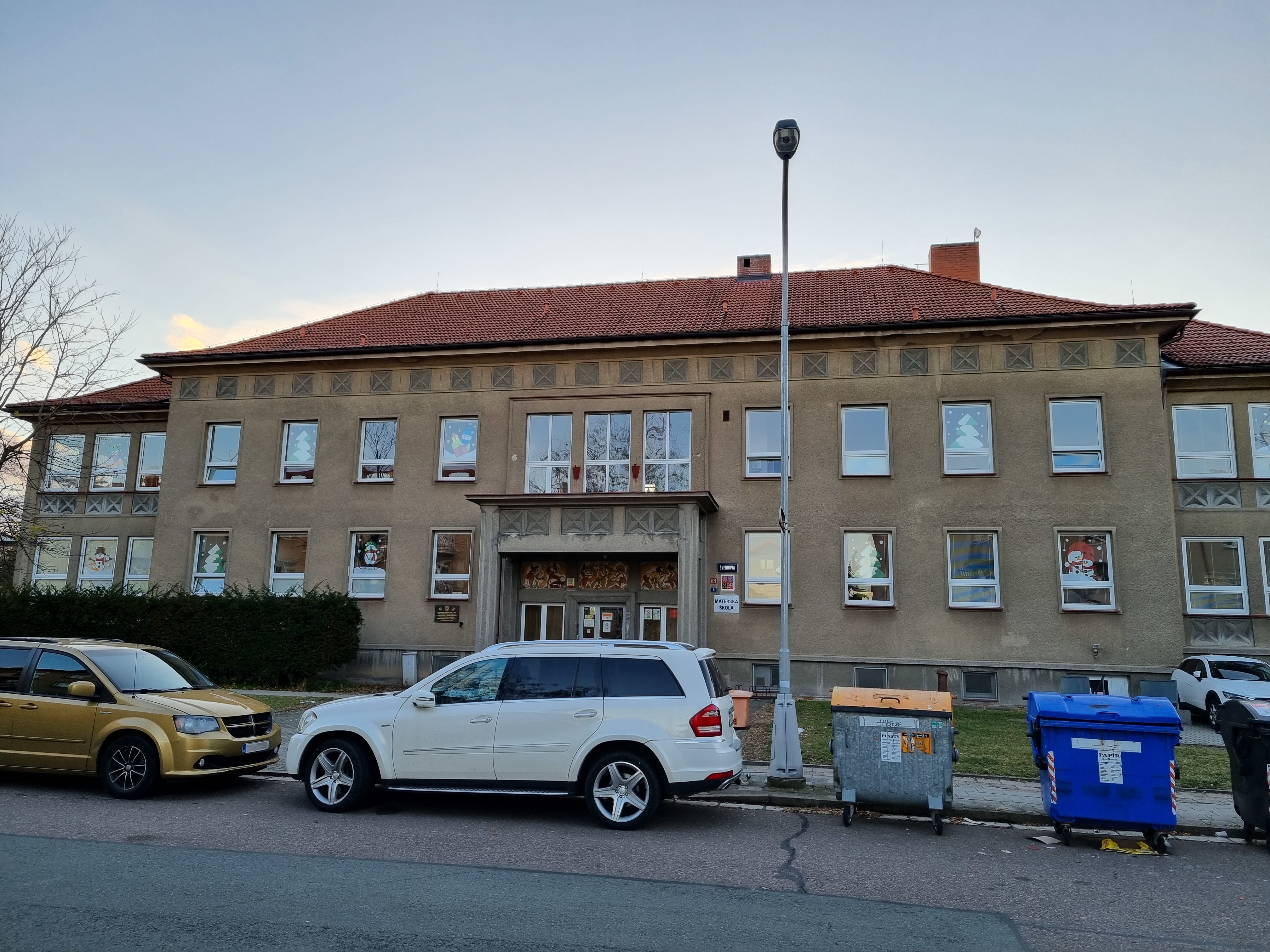
MŠ Čtyřlístek v ulici Švendova

### Pamětní deska
Na budově mateřské školy je vlevo od vchodu umístěna pamětní deska příslušníkům 61. pomocného technického praporu. Černá žulová deska se zlatým písmem byla slavnostně odhalena a posvěcena arcibiskupem Karlem Otčenáškem dne 5. října 2006. Autorem desky je Petr Polívka. Akce se účastnili zástupci města Hradce Králové, Svazu PTP–VTNP a konfederace politických vězňů. Připomíná ty, jež byli nuceně nasazeni na práci při stavbě sídliště.
Nápis na desce zní: "V upomínku na léta 1951–1953, kdy sídliště Orlická kotlina a další stavby v Hradci Králové spoluvytvářeli politicky nespolehliví vojáci – petépáci 61. praporu PTP–VTNP."

## Galerie

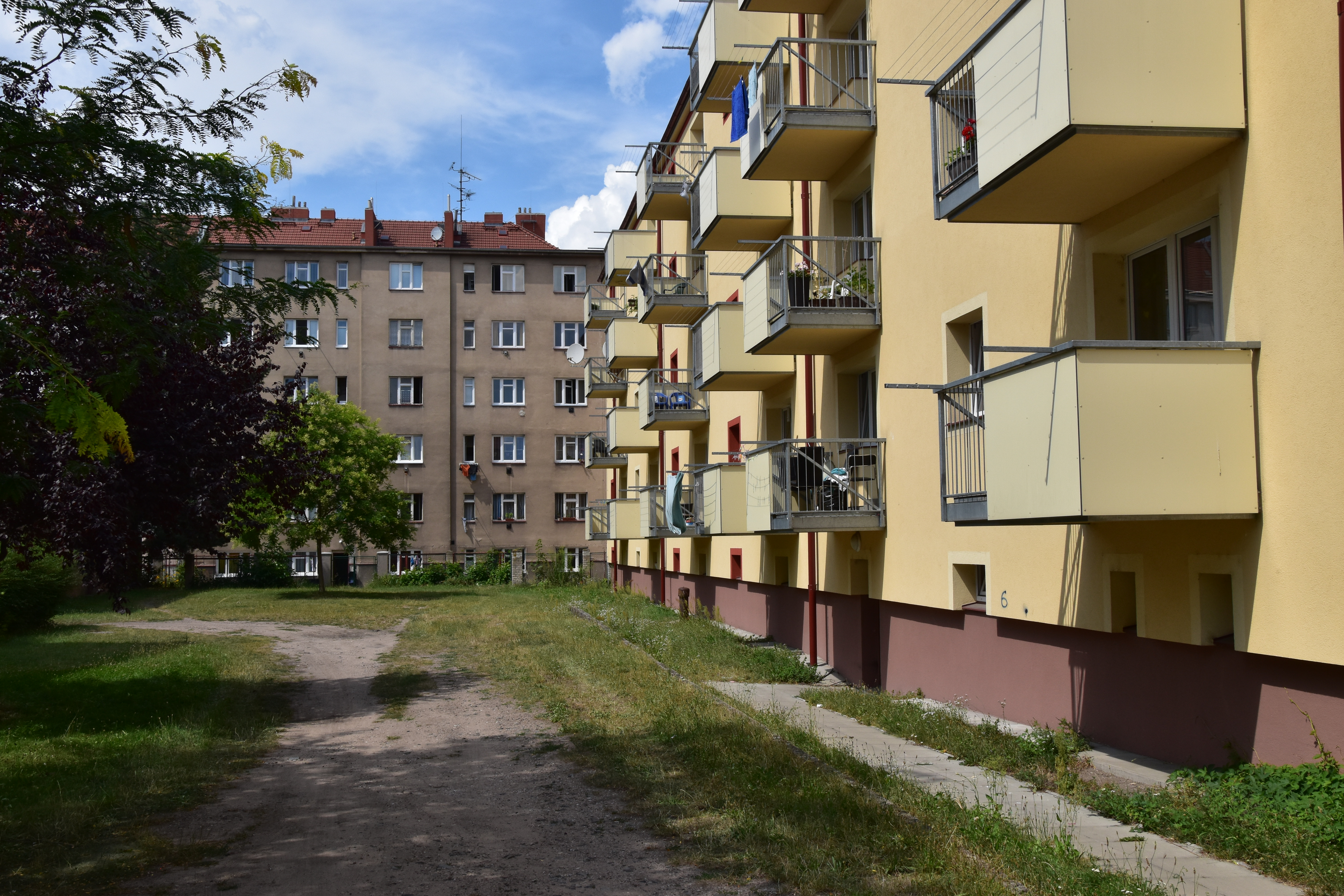
Pohled do vnitrobloku z Ladovy ulice
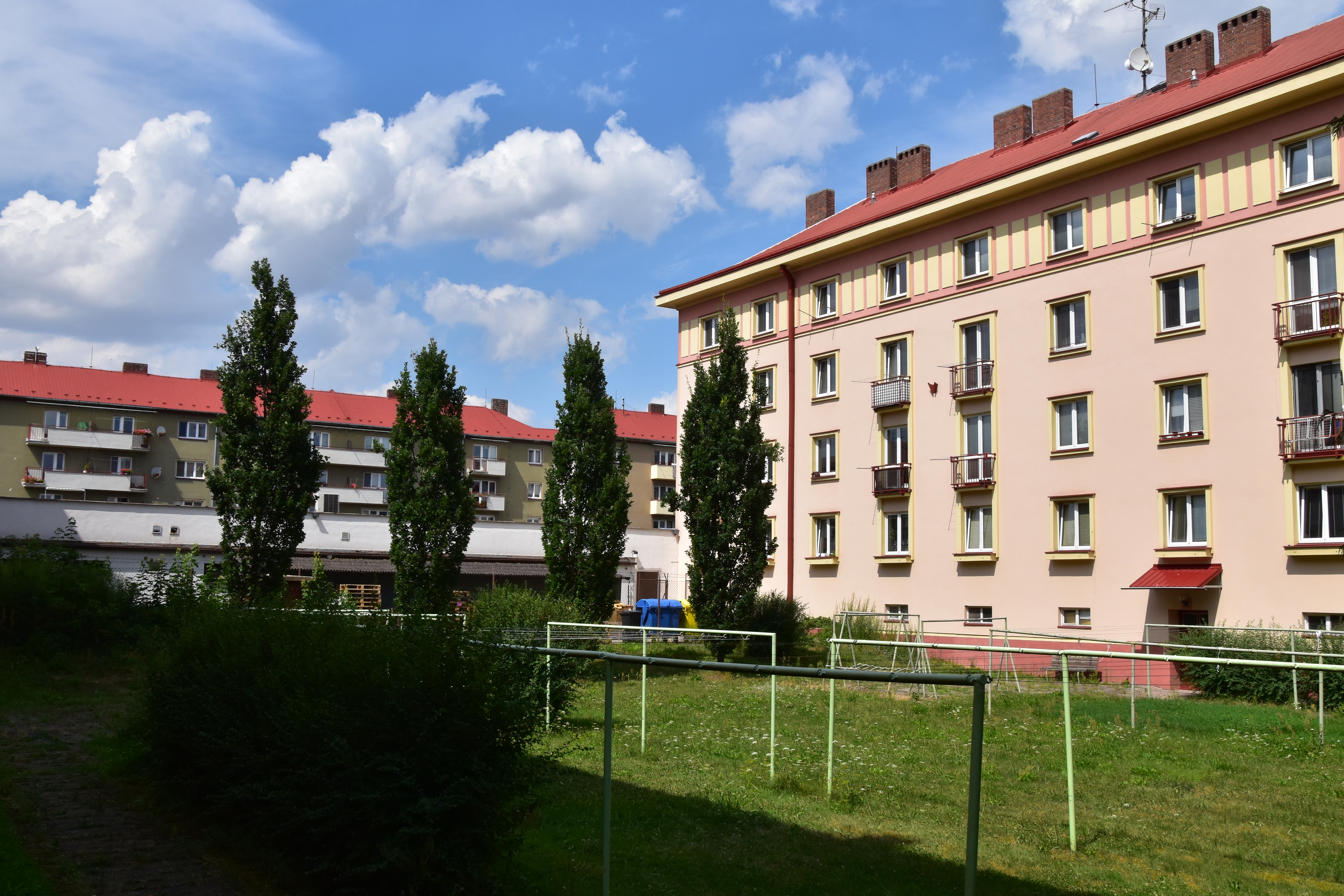
Centrální vnitroblok
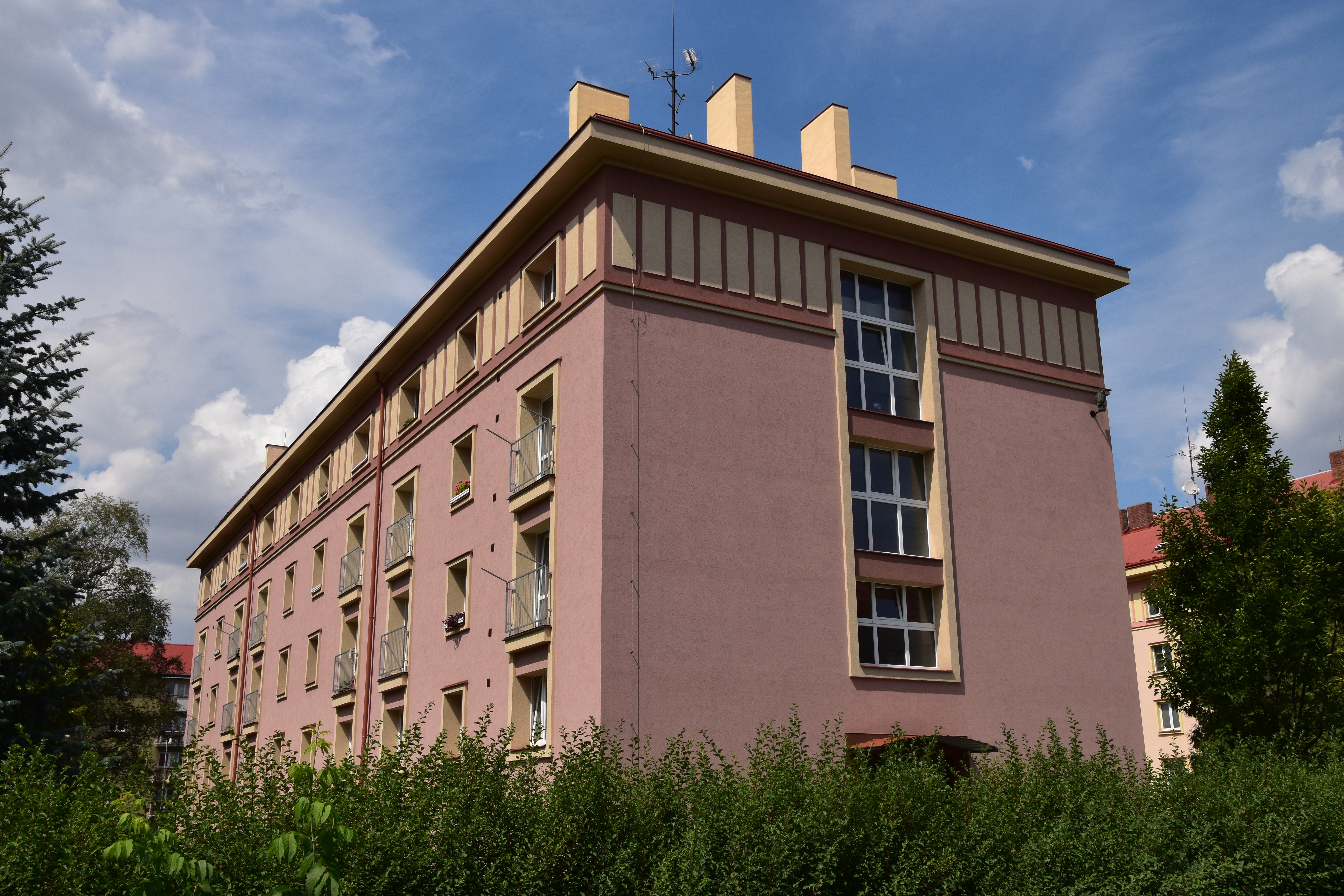
Jedna ze dvou centrálních budov
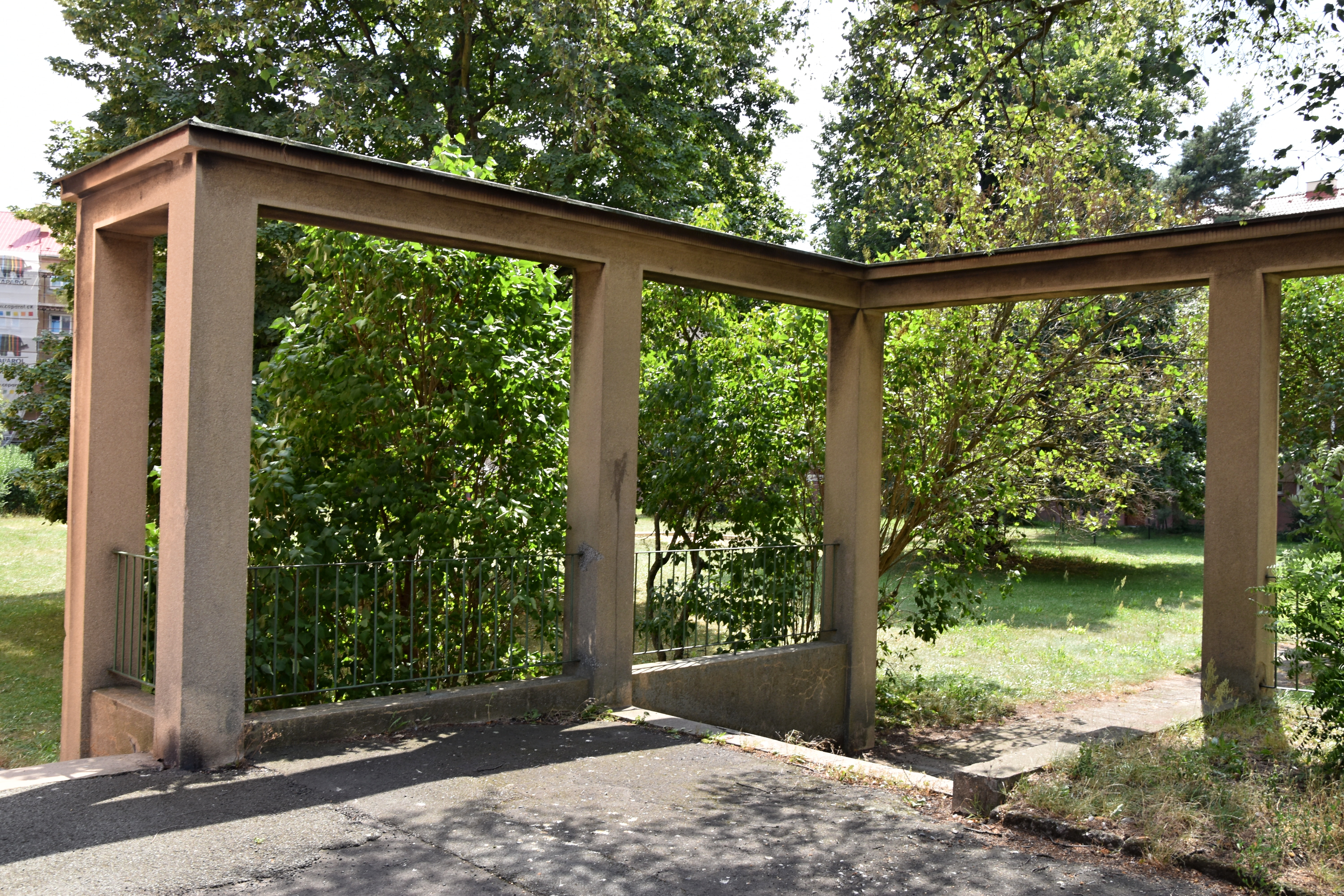
Okrasný prvek u Ladovy ulice
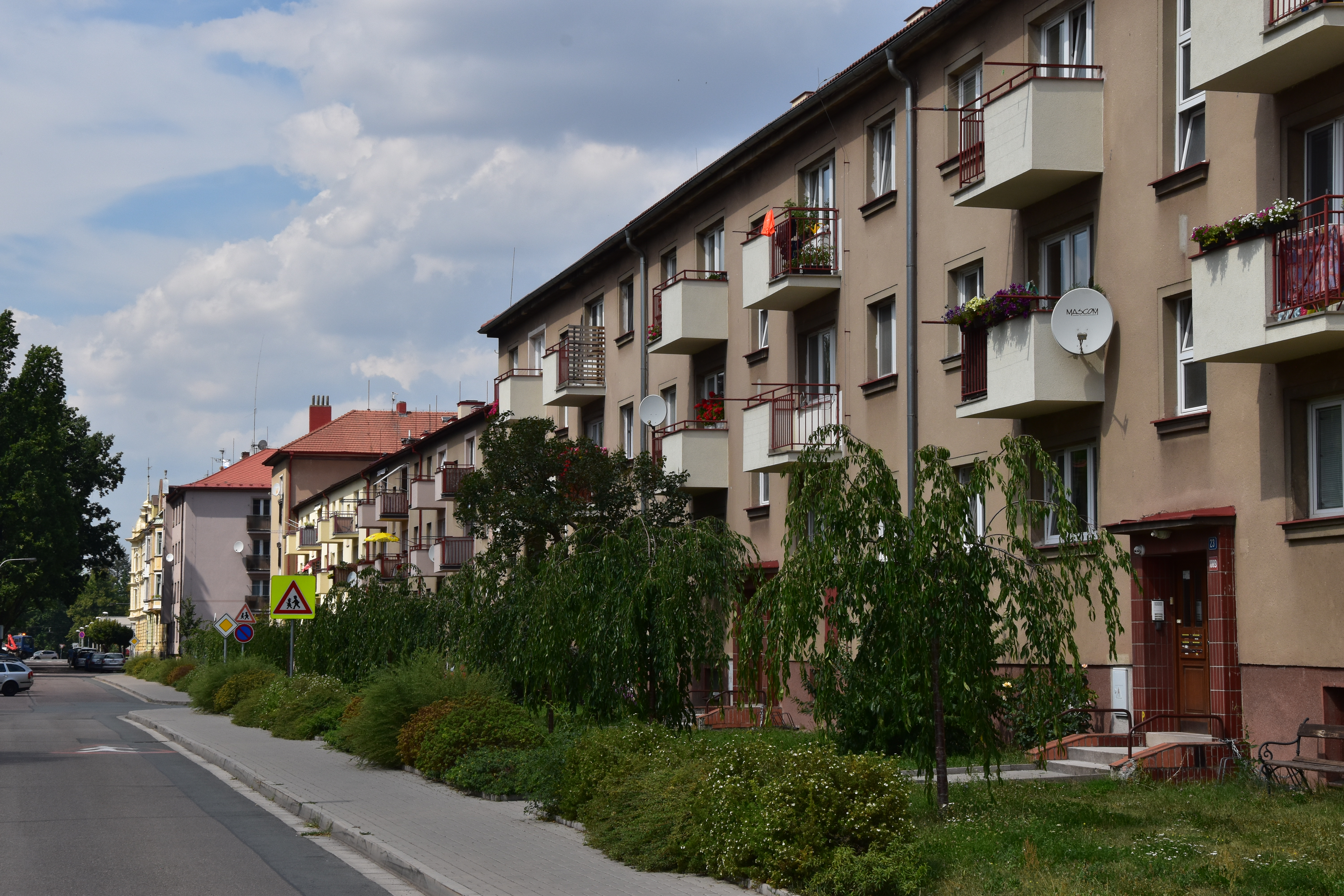
Švendova ulice